# Luigi (postać)
Luigi (jap. ルイージ Ruīji; znany także jako Super Luigi) – fikcyjna postać z gier komputerowych, stworzona przez japońskiego twórcę gier Shigeru Miyamoto. Z pochodzenia jest Włochem.
Jest młodszym bratem Mario. Pierwszy raz pojawił się w grze Mario Bros. w roku 1983.

## Wygląd i Opis
Ma on zieloną czapkę z literą L oraz zieloną bluzę z niebieskimi szelkami. Jest wyższy od Mario oraz bardziej strachliwym bratem.

## Gry
Luigi ma serię gier Luigi's Mansion która powstała w 2001 na Gamecube.